# Pseudomys gracilicaudatus
Pseudomys gracilicaudatus és una espècie de mamífer rosegador de la família dels múrids. És endèmic d'Austràlia. Els seus hàbitats naturals són els boscos oberts, els boscos d'eucaliptus, les landes humides i els aiguamolls. És una espècie en risc mínim, és a dir, no sembla que hi hagi cap amenaça significativa per a la seva supervivència. El seu nom específic, gracilicaudatus, significa ‘de cua esvelta’ en llatí.